# Центр информационной безопасности ФСБ
Центр информационной безопасности ФСБ России, ЦИБ ФСБ, 18-й центр — специализированное подразделение ФСБ, занимающееся обеспечением информационной безопасности России.
Центр создан на основе Управления компьютерной и информационной безопасности (УКИБ) департамента контрразведки ФСБ и входит в состав службы контрразведки ФСБ. Расположен в здании бывшего вычислительного центра КГБ СССР.
ЦИБ расследует преступления в области электронной коммерции и незаконного распространения персональных данных.
ЦИБ часто ошибочно называют управлением «К» ФСБ, путая с аналогичным по названию подразделением МВД РФ.

## Руководство и сотрудники
Как и у многих других подразделений ФСБ, состав сотрудников ЦИБ засекречен. Однако, ряд руководителей этой структуры общались с прессой или упоминались в публикациях СМИ и на различных сайтах в сети Интернет.
Среди руководителей подразделения назывались:
- начальники УКИБ в период до 2004 г. генерал-майор В. М. Матросов, Мирошников Борис Николаевич[7], впоследствии возглавил аналогичное по функциям подразделение МВД РФ — БСТМ.
- Скорик В. В. (начальник ЦИБ)[8]
- Герасимов Андрей Васильевич (начальник ЦИБ, ранее заместитель начальника ЦИБ)[9], так же числится в составе попечительского совета Лиги безопасного интернета[10].
- Лютиков А. И. (первый заместитель начальника оперативного управления)[11]
- Шабанин Антон Александрович (заместитель начальника оперативного управления)
- Михайлов Сергей Юрьевич (начальник второго оперативного управления)[12]
- Погожев Максим Игоревич зам.начальника УСБ

В состав центра входят:
- управление информационных технологий — экспертное подразделение[13]
- оперативные управления[14]

- здание Вычислительного центра КГБ
- здание Вычислительного центра КГБ (на месте снесённого храма)

## Известные инциденты деятельности

### Попытка внедрения агента со стороны ДГБ Литвы иЦРУ
В 2000 году в прессе появились сообщения о том, что пресечена попытка вхождения в доверие к сотрудникам УКИБ двойного агента, гражданина Литвы Павла Сергеевича Ильина, сотрудника Департамента государственной безопасности Литвы, сотрудничавшего с ЦРУ. Статья с описанием этого инцидента размещена на официальном сайте ФСБ России.

### Преследование руководства компанииChronopay
В 2010—2012 гг. ЦИБ возбудил и довёл до суда уголовное дело против владельца крупной компании интернет-платежей Chronopay Павла Врублевского и ряда её сотрудников. Они были обвинены в организации DDoS-атаки на сервер компании Аэрофлот. Вынесение обвинительного приговора по этому делу состоялось 31 июля 2013 года.
В процессе этого судебного разбирательства неизвестными лицами оказались выложены в сеть Интернет оперативные и следственные материалы по делу Врублевского, включая те, которые не были представлены суду.

### Попытки получения доступа к данным авторов и комментаторов roem.ru
Весной 2011 года главный редактор информационного портала roem.ru Юрий Синодов получил от сотрудников ЦИБ официальный запрос (за подписью Михайлова Сергея Юрьевича, начальника 2-го оперативного управления ЦИБа) на предоставление данных об одном из авторов статьи на сайте. В ответ им был послан собственный запрос в прокуратуру с просьбой разъяснить, законны ли действия сотрудников ЦИБ. Прокуратура сообщила, что в действиях ЦИБ ФСБ найдены нарушения Федерального Закона "Об оперативно-розыскной деятельности". По утверждению Синодова ранее сотрудники ЦИБ просили его предоставить информацию об авторах некоторых комментариев к статьям на сайте.

### Шпионский скандал в начале 2017 года
31 января 2017 года агентство «Интерфакс» сообщило со ссылкой на свои источники, что начальник 2-го управления ЦИБ ФСБ Сергей Михайлов и его заместитель старший оперуполномоченный 2-го отдела планирования ЦИБ ФСБ Дмитрий Докучаев, арестованные в рамках дела о государственной измене, сотрудничали с ЦРУ США. В феврале 2019 года Михайлов Московским окружным военным судом был приговорён к 22 годам лишения свободы. Ещё один фигурант дела — сотрудник «Лаборатории Касперского», бывший майор полиции Руслан Стоянов, получил 14 лет колонии. Расследование в отношении двух других фигурантов дела — Дмитрия Докучаева и бизнесмена Георгия Фомченкова – выделено в отдельное производство. Как утверждается в ряде источников, Михайлов и соучастники в 2011 году осуществили передачу ФБР сведений об оперативно-розыскной деятельности по делу основателя компании Chronopay Павла Врублевского.